# Brașov Challenger 2010
Il Brașov Challenger 2010 è un torneo professionistico di tennis maschile giocato sulla terra rossa, che faceva parte dell'ATP Challenger Tour 2010. Si è giocato a Brașov in Romania dal 7 al 12 settembre 2010.

## Partecipanti

### Teste di serie
| Nazionalità | Giocatore             | Ranking* | Testa di serie |
| ----------- | --------------------- | -------- | -------------- |
| Germania    | Daniel Brands         | 75       | 1              |
| Romania     | Adrian Ungur          | 127      | 2              |
| Rep. Ceca   | Dušan Lojda           | 169      | 3              |
| Romania     | Victor Crivoi         | 171      | 4              |
| Italia      | Alessio di Mauro      | 207      | 5              |
| Italia      | Flavio Cipolla        | 208      | 6              |
| Francia     | Éric Prodon           | 213      | 7              |
| Austria     | Andreas Haider-Maurer | 214      | 8              |

- Ranking al 30 agosto 2010.

### Altri partecipanti
Giocatori che hanno ricevuto una wild card:
- Victor Anagnastopol
- Daniel Brands
- Sebastian Pădure
- Răzvan Sabău

Giocatori che hanno ricevuto un alternate:
- Petru-Alexandru Luncanu

Giocatori passati dalle qualificazioni:
- Kornél Bardóczky
- Adrian Cruciat
- Laurenţiu-Ady Gavrilă
- Karim Maamoun
- Radu Albot (lucky loser)

## Campioni

### Singolare
Éric Prodon ha battuto in finale  Jaroslav Pospíšil, 7–6(1), 6–3

### Doppio
Flavio Cipolla /  Daniele Giorgini hanno battuto in finale  Radu Albot /  Andrei Ciumac, 6–3, 6–4